# Colmillo blanco (película de 1991)
Colmillo blanco (título original: White Fang) es una película de aventuras de 1991 dirigida por Randal Kleiser y protagonizada por Ethan Hawke. Es una adaptación de la novela homónima de Jack London. Fue ganadora del Premio Génesis a mejor película.

## Argumento
A finales del siglo XIX, el joven Jack Conroy llega a Alaska en plena fiebre del oro, dispuesto a reclamar la herencia de su difunto padre. Dos amigos de su padre le ayudan y enseñan a sobrevivir en el ambiente hostil de Alaska, de los cuales uno, más tarde, muere víctima de los lobos. Allí entabla con el tiempo una estrecha y amistosa relación con Colmillo Blanco, un cruce de lobo y perro, que ha perdido a su madre y que anda como huérfano siendo capturado por hombres y luego abusado en luchas ilegales de perros. 
Cuando un día Colmillo Blanco casi muere en una de esas luchas, Jack interviene y se lo lleva consigo. Con la ayuda de su amigo él empieza a buscar luego oro en el terreno de su padre y encuentran un día oro puro de mucho valor, que los hace ricos. Cuando una banda, que tuvo que ver con las luchas de perros, quiere robarles el oro, que desde entonces sacan, en venganza por haberles quitado a Colmillo Blanco, Jack y su amigo los vencen con su ayuda. Una vez que sacan todo ese oro, ellos lo convierten en mucho dinero y, mientras que su amigo se va con su mujer a San Francisco para vivir bien con su parte el resto de sus días, Jack decide quedarse con Colmillo Blanco en Alaska

## Reparto
- Ethan Hawke - Jack Conroy
- Klaus Maria Brandauer - Alex Larson
- Seymour Cassel - Clarence 'Skunker' Thurston
- Susan Hogan - Belinda Casey
- James Remar - Beauty Smith
- Plus Savage - Grey Beaver
- Bill Moseley - Luke

## Recepción
Fue la mejor adaptación de la novela de Jack London. Su éxito en la taquilla dio pie a que, tres años más tarde, se rodase una secuela.